# Sitticus striatus
Sitticus striatus är en spindelart som beskrevs av James Henry Emerton 1911. Sitticus striatus ingår i släktet Sitticus och familjen hoppspindlar. Inga underarter finns listade i Catalogue of Life.